# Johann Beyer (Dichter)
Johann Beyer (* 9. Dezember 1861 in Bremen; † 19. Dezember 1923 ebendort) war ein deutscher Dichter und Lehrer. Volkstümliche Verbreitung im norddeutschen Raum fand sein in niederdeutscher Sprache verfasstes Gedicht Sunnerklaus, welches oft auch nur unter dem Titel seines ersten Verses Kiek ins, wat lett de Himmel so rot! bekannt ist.

## Leben und Wirken
Nach seiner Schulzeit in Bremen besuchte Johann Beyer das Lehrerseminar seiner Heimatstadt. Anschließend war er in Bremen als Lehrer tätig und wirkte bis zu seinem Lebensende als Schulmeister.
Von seinen in Bremer Mundart verfassten Gedichten erlangte besonders Kiek ins, wat lett de Himmel so rot! eine größere Popularität in Norddeutschland.

## Werke
- Bilder aus der Geschichte Bremens im 19. Jahrhundert. Schünemann, Bremen 1903.
- Gedichte. Leuwer, Bremen 1913.
- Kiek ins, wat lett de Himmel so rot! In: Northeimer Datenbank Deutsches Gedicht.
- A. Jordan (Komposition), Johann Beyer (Text): Heimat: Ich steh’ am Fenster (= Oldenburger Chorblätter. Nr. 7). Janßen, Delmenhorst 1955.